# 악티늄
악티늄(←영어: Actinium 액티니엄[*], 문화어: 악티니움←독일어: Actinium 악티니움[*])은 방사성 동위 원소로 기호는 Ac(←라틴어: Actinium 악티니움[*]), 원자 번호는 89이다. 1889년에 발견되었다. 악티늄은 인공 원소이면서 방사능 원소인 원소 중 제일 먼저 단리된 원소이다. 폴로늄, 라듐, 라돈은 악티늄이 관측되기 전부터 발견되었지만, 1902년에서야 단리되었다. 악티늄부터 로렌슘까지 총 15개의 비슷한 원소들을 묶어 놓은 '악티늄족'의 이름은 악티늄의 이름에서 따왔다.
부드럽고, 은백색인 금속 악티늄은 공기 중에서 산소 및 수분과 급속히 결합하여 흰색 막의 산화악티늄을 형성하며, 이는 악티늄이 더 산화되는 것을 방지한다. 대부분의 란타넘족과 악티늄족과 같이, 악티늄은 거의 대부분의 화합물에서 대부분 +3의 산화수를 가진다. 악티늄은 오직 우라늄 광석에서 227Ac 동위원소로만 발견되며, 227Ac는 21.772년의 반감기를 띤다. 1톤의 우라늄 광석에서는 0.2밀리그램 정도의 악티늄이 발견된다. 악티늄과 란타넘은 물리적·화학적 성질이 매우 비슷하기 때문에, 우라늄 광석에서 이 둘을 구분하는 것은 불가능하다. 그 대신, 원자로 안에서 226Ra에 중성자 선을 쬐였을 때 밀리그램의 양으로 악티늄을 추출해낼 수 있다. 악티늄의 양이 적고, 비싸며 방사성이 있기 때문에 악티늄은 상업적으로 잘 사용되지 않는다. 현재 악티늄은 중성자원을 포함하거나 신체 암세포의 표적을 설정하는 방사선 요법의 약품으로 활용된다.

## 역사
프랑스의 화학자 드비에르느(André-Louis Debierne)는 1899년 자신이 새로운 원소를 발견했음을 발표하였다. 그는 악티늄을 마리 퀴리와 피에르 퀴리가 라듐을 채취하고 남은 우란광 잔여물에서 채취했다. 드비에르느는 이 물질을 1899년에는 티타늄과 비슷하다고 했다가 1년 후에는 토륨과 비슷하다고 하였다. 독일의 화학자 기젤(en:Friedrich Oskar Giesel)은 1902년에 독립적으로 악티늄을 발견하고 그것을 란타넘과 비슷한 원소라고 발표했다. 1904년에는 그것을 '에마늄'이라고 이름 붙였다.
1970년대와 그 이후에 작성된 문서들에서는 1904년의 드비에르느의 악티늄 연구에 대한 결과가 1899년과 1900년의 악티늄 연구 결과와 다르다고 적혀있다. 이것은 몇몇 사람들이 악티늄 발견에 대한 공로가 기젤에게 돌아가야 한다는 주장을 옹호하게 만든 계기가 되었다. 현재 많은 발견을 했다고 역사가들에게 알려진 드비에르느는 악티늄에 대해 신경을 껐다. 반면, 기젤은 방사 화학적으로 순수한 악티늄을 발견한 것과 그의 원소 번호가 89번임을 확인한 것에 대한 공로를 인정받을 수 있게 되었다.
'악티늄'이란 이름은 광선, 빛을 뜻하는 aktis, aktinos (ακτίς, ακτίνος) 라는 고대 그리스어에서 따왔다. 기호 Ac는 아세틸, 아세트산염, 혹은 아세트알데히드를 뜻하기도 한다.

## 성질
악티늄은 부드럽고, 은백색인 방사성 금속 원소이다. 악티늄의 전단탄성계수은 납의 전단탄성계수와 비슷한 것으로 추정된다. 악티늄의 강한 방사성에 의해 방출된 활동적인 입자가 악티늄 주변에서 이온화되어 악티늄은 어둠 속에서 연한 푸른빛을 낸다. 악티늄은 란타넘과 란타넘족의 원소들과 비슷한 성질을 가졌기 때문에 이 원소들은 우라늄 광석에서 채취하기가 어렵다. 용매 추출과 이온 크로마토그래피가 채취에 이용되는 주된 방법이다.
악티늄족의 첫 번째 원소가 됨에 따라, 란타넘이 란타넘족의 이름을 붙인 것처럼 악티늄도 악티늄족의 이름을 붙였다. 악티늄족의 원소들은 란타넘족의 원소들보다 더 다양해서 글렌 T. 시보그가 악티늄족을 드미트리 멘델레예프의 원소주기율표에 제시함으로써 1945년에 비로소 '악티늄족'이라는 묶음이 인정되었다.
악티늄은 산소나 수분과 쉽게 반응하여 하얀색 산화악티늄 막을 형성함으로써 계속 산화되는 것을 방지한다. 대부분의 란타넘족과 악티늄족과 같이 악티늄은 +3의 산화수를 가지고, Ac3+은 수용액 상태에서 투명하다. 악티늄은 6d17s2의 오비탈을 가지기 때문에, 악티늄은 안정한 비활성 기체인 라돈이 되기 위해서 3개의 전자를 방출한다. 산화수가 +2인 경우는 매우 드문 경우로, AcH2 밖에 알려진 것이 없다.

## 화합물
악티늄 화합물은 AcF3, AcCl3, AcBr3, AcOF, AcOCl, AcOBr, Ac2S3, Ac2O3와 AcPO4 정도로 별로 발견된 것이 없다. AcPO4를 제외하고는, 모두 그와 대응하는 란타넘 화합물과 비슷하고, 악티늄이 +3의 산화수를 가진다. 특히, 란타넘과 악티늄 화합물의 격자 상수는 몇 % 차이밖에 나지 않는다.
| 화학식       | 색깔   | 결정 모양 | 공간군 | 공간군 번호 | 결정 모양 기호 | a      | b      | c      | 단위 격자 당 분자 개수 | 밀도  |
| ------------ | ------ | --------- | ------ | ----------- | -------------- | ------ | ------ | ------ | ---------------------- | ----- |
| Ac           | 은백색 | 등축정계  | Fm3m   | 225         | cF4            | 531.1  | 531.1  | 531.1  | 4                      | 10.07 |
| AcH2         |        | 입방체    | Fm3m   | 225         | cF12           | 567    | 567    | 567    | 4                      | 8.35  |
| Ac2O3        | 흰색   | 삼방정계  | P3m1   | 164         | hp5            | 408    | 408    | 630    | 1                      | 9.13  |
| Ac2S3        |        | 입방체    | I43d   | 220         | cl28           | 778.56 | 778.56 | 778.56 | 4                      | 6.71  |
| AcF3         | 흰색   | 육방정계  | P3c1   | 165         | hP24           | 741    | 741    | 755    | 6                      | 7.88  |
| AcCl3        |        | 육방정계  | P63/m  | 165         | hP8            | 764    | 764    | 456    | 2                      | 4.8   |
| AcBr3        | 흰색   | 육방정계  | P63/m  | 165         | hP8            | 764    | 764    | 456    | 2                      | 5.85  |
| AcOF         | 흰색   | 입방체    | Fm3m   |             |                | 593.1  |        |        |                        | 8.28  |
| AcOCl        |        | 정방정계  |        |             |                | 424    | 424    | 707    |                        | 7.23  |
| AcOBr        |        | 정방정계  |        |             |                | 427    | 427    | 740    |                        | 7.89  |
| AcPO4·0.5H20 |        | 육방정계  |        |             |                | 721    | 721    | 664    |                        | 5.48  |

a, b, c는 격자 상수를 뜻하며, 단위는 pm(피코미터)이다. 밀도의 단위는 g/cm3이다. 이는 측정된 것이 아니라 격자 모수를 통해 간접적으로 계산된 것이다.

### 산화물
산화악티늄 (Ac2O3)은 진공 상태에서 수산화물을 섭씨 500도의 온도로 가열하거나 수산염을 1100도의 온도로 가열하여 얻을 수 있다. 그것의 결정의 모양은 대부분의 3가의 희토류 금속들의 산화물의 결졍의 모양과 동일하다.

### 할로겐화물
삼플루오린화악티늄은 용해 혹은 고체 반응 둘 모두에서 생성될 수 있다. 용해 반응은 상온에서 진행되는데, 상온에서 악티늄 이온을 포함한 용액에 플루오린화 수소산을 첨가했을 때 일어난다. 고체 반응은 백금으로 이루어진 기구에서 악티늄 고체가 섭씨 700도에서 플루오린화 수소 증기와 만났을 때 이루어진다. 섭씨 900도와 1000도 사이의 온도에서 삼플루오린화 악티늄이 수산화암모늄을 만났을 땐 플루오린화산화물인 AcOF을 생성한다. 한 시간 동안 섭씨 800도에서 삽플루오린화 란타넘을 연소시켰을 때 플루오린화산화란타넘을 쉽게 얻을 수 있는 반면, 플루오린화산화악티늄을 비슷한 방법으로 반응시켰을 땐 AcOF를 얻을 수 없고, 처음의 플루오린화산화악티늄이 녹는 결과만 얻을 수 있다.
AcF3 + 2NH3 + H2O → AcOF + 2NH4F
삼염화악티늄은 악티늄의 수산화물이나 수산염을 사염화탄소 기체를 섭씨 960도 이상의 온도와 반응시켰을 때 생성된다. 플루오린화산화물과 비슷하게, 염화산화악티늄은 삼염화악티늄을 수산화악티늄과 함께 가수분해를 시켰을 때 생성된다. 하지만, 플루오린화산화물과 반대로, 염화산화물은 삼염화악티늄을 염산과 암모니아와 섞은 용액을 발화시켰을 때 잘 합성된다.
브로민화알루미늄과 산화악티늄이 결합하여 삼브롬화악티늄이 생성되는 것을 화학식으로 나타내면 다음과 같다 :
Ac2O3 + 2AlBr3 → 2AcBr3 + Al2O3
섭씨 500도에서 브로민화알루미늄을 수산화암모늄과 결합시켰을 땐 브로민화산화물인 AcOBr이 생성된다.

### 다른 화합물
수소화악티늄은 섭씨 300도에서 삼염화악티늄과 칼륨에 전자가 첨가되었을 때 생성되고, 그것의 구조는 대응하는 란타넘의 수소화물인 LaH2의 구조로 추론되었다. 이 반응에서 수소는 어떻게 생성되었는지는 밝혀지지 않았다.
악티늄과 염산을 섞은 용액과 인산수소화나트륨(NaH2PO4)을 섞으면 하얀색인 인산악티늄의 반수화물(AcPO4·0.5H2O)이 생성되고, 섭씨 1400도에서 몇 분동안 황화수소 기체로 수산염악티늄을 가열하면 검은색 황화악티늄(Ac2S3)이 생성된다. 이것은 섭씨 1000도에서 황화수소와 이황화탄소의 혼합물과 산화악티늄을 반응시켰을 때 생성될 수도 있다.

## 동위 원소
자연적으로 생성되는 악티늄은 한 종류의 방사성 동위 원소로만 이루어져 있다. 바로 227Ac이다. 지금까지 총 36개의 방사성 동위원소가 발견되었는데, 제일 안정한 것은 227Ac로써, 그의 반감기는 21.772년이다. 225Ac의 반감기는 10일이고, 226Ac의 반감기는 29.37시간이다. 나머지 방사성 동위원소들은 모두 10시간보다 적은 시간의 반감기를 가지고 있고, 대다수는 반감기가 1분도 되지 않는다. 반감기가 가장 짧은 악티늄의 동위원소는 217Ac으로, 반감기는 69 나노초이다. 217Ac는 알파 붕괴와 역베타 붕괴('전자 포획'이라고도 한다)로 붕괴된다. 악티늄은 2개의 핵 이성질체가 있다.
정제된 227Ac은 붕괴가 시작된 지 185일 후 그것의 붕괴 생성물과 함께 안정되기 시작한다. 그것은 21.772년의 반감기 동안 베타 입자(98.8%)와 알파 입자(1.2%)를 방출하면서 붕괴되고, 이 연속적인 붕괴 생성물은 질량수가 4n+3인 악티늄족에 속한 원소이다. 227Ac은 그것의 양, 방출되는 붕괴 입자의 에너지(46keV)와 알파선의 강도가 낮기 때문에 그것의 붕괴로는 찾기 어려우므로 227Ac의 붕괴 생성물로 추적할 수 있다. 악티늄의 동위 원소들의 원자량은 206(206Ac)에서 236(236Ac)까지의 범위 안에 속해 있다.
| 동위 원소 | 생성 과정                                                             | 붕괴 방식 | 반감기    |
| --------- | --------------------------------------------------------------------- | --------- | --------- |
| 221Ac     | 232Th(d,9n)225Pa(α) → 221Ac                                           | α         | 52밀리초  |
| 222Ac     | 232Th(d,8n)226Pa(α) → 222Ac                                           | α         | 5초       |
| 223Ac     | 232Th(d,7n)227Pa(α) → 223Ac                                           | α         | 2.1분     |
| 224Ac     | 232Th(d,6n)228Pa(α) → 224Ac                                           | α         | 2.78시간  |
| 225Ac     | 232Th(n,γ)233Th(β−) → 233Pa(β−) → 233U(α) → 229Th(α) → 225Ra(β−)225Ac | α         | 10일      |
| 226Ac     | 226Ra(d,2n)226Ac                                                      | α, β−     | 29.37시간 |
| 227Ac     | 235U(α) → 231Th(β−) → 231Pa(α) → 227Ac                                | α, β−     | 21.77년   |
| 228Ac     | 232Th(α) → 228Ra(β−) → 228Ac                                          | β−        | 6.15시간  |
| 229Ac     | 228Ra(n,γ)229Ra(β−) → 229Ac                                           | β−        | 62.7분    |
| 230Ac     | 232Th(d,α)230Ac                                                       | β−        | 122초     |
| 231Ac     | 232Th(γ,p)231Ac                                                       | β−        | 7.5분     |
| 232Ac     | 232Th(n,p)232Ac                                                       | β−        | 119초     |

## 발생과 합성

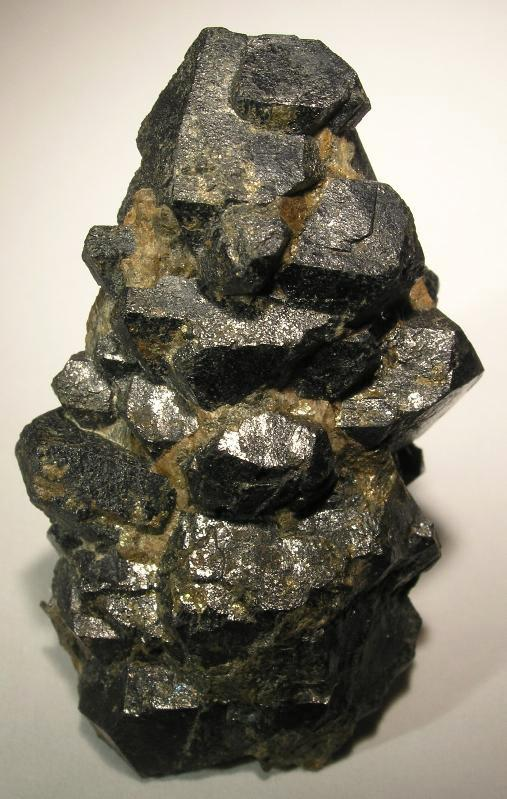
우라늄 광석에는 악티늄이 집적되어 있다.

악티늄은 우라늄 광석에서만 227Ac로 그 자취를 발견할 수 있는데, 1톤의 광석은 0.2밀리그램의 악티늄을 가지고 있다. 악티늄의 동위 원소 227Ac는 방사성 붕괴 계열 중 악티늄 계열에 일시적으로 나오는 구성원으로, 악티늄 계열은 235U 혹은 239Pu로 시작하여 안정한 납의 동위원소인 207Pb로 끝난다. 악티늄의 또 다른 동위원소인 225Ac는 방사성 붕괴 계열 중 넵투늄 계열에 일시적으로 등장하는데, 넵투늄 계열은 237Np 혹은 233U로 시작하여 205Tl 혹은 209Bi로 끝난다.
낮은 농도, 그리고 악티늄으로 이루어진 광석에 언제나 풍부한 란타넘과 란타넘족의 원소들과 매우 비슷한 물리적 및 화학적 성질 때문에 악티늄을 광석에서 분리시키는 것은 불가능하고, 완전한 분리는 단 한 번도 이루어지지 않았다. 그 대신, 악티늄은 원자로 안에서 226Ra에 중성자 광선을 쪼이면 수 밀리그램의 양을 얻을 수 있다.
{\displaystyle \mathrm {^{226}_{\ 88}Ra\ +\ _{0}^{1}n\ \longrightarrow \ _{\ 88}^{227}Ra\ {\xrightarrow[{42.2\ min}]{\beta ^{-}}}\ _{\ 89}^{227}Ac} }
이 반응의 생성물의 무게는 라듐의 무게의 2% 정도 밖에 되지 않는다. 227Ac는 중성자를 더 포획하여 적은 양의 228Ac를 생성할 수도 있다. 합성 후, 악티늄은 라듐과 토륨, 폴로늄, 납과 비스무트와 같은 붕괴 생성물과 핵융합 생성물에서부터 분리된다. 이 추출은 방사 생성물의 수용액에서 테노일트리플루오로아세톤과 벤젠의 용액과 같이 이루어질 수 있고, 특정한 원소를 선택하려는 선택력은 pH를 조정함으로써 얻을 수 있는데, 악티늄은 pH 6.0이 적당하다. 또 다른 방법은 질산 안에서의 고체상 합성으로 음이온을 교환하는 것으로, 두 단계를 거쳐 라듐, 악티늄과 토륨의 분리계수 1000000이 생성된다. 그 다음, 악티늄은 그 중 100 정도로 라듐과 분리될 수 있다.
225Ac는 2000년, 독일의 ITU(Institute for Transuranium Elements)에서 사이클로트론을 사용하여, 그리고 시드니의 St. George Hospital에서 선형 가속 장치를 사용하여 인공적으로 생성되었다. 이 희귀한 동위 원소는 방사성 요법에 잠재적인 응용 기술을 가지고 있다. 이것은 20~30MeV의 중수소 이온을 226Ra에 퍼부었을 때 가장 효율적으로 생성된다. 이 반응은 29시간의 반감기를 가지는 226Ac을 생성하기도 하지만 225Ac에 영향을 미치지는 않는다.
고체 악티늄은 진공 상태, 섭씨 1100도와 1300도 사이에서 리튬 기체를 이용해 플루오린화악티늄에 전자를 첨가시켰을 때 생성된다. 물체의 증발로 인한 더 증가된 온도나 더 낮아진 온도는 불완전한 변형을 일으킨다. 다른 알칼리 금속 중 리튬이 선택된 이유는 그것의 플루오린화물이 가장 휘발성이 높기 때문이다.

## 악티늄의 이용
악티늄은 귀하고, 가격이 높으며, 방사성이 있기 때문에 현재는 산업적으로 잘 이용되고 있지 않다.
227Ac은 방사성이 매우 높기 때문에 우주선과 같은 방사성동위원소 열전기 발전기를 작동시키는 원소로 이용할 가능성이 있다. 베릴륨으로 압력이 가해진 227Ac의 산화물은 표준 중성자원인 아메리슘-베릴륨 중성자원과 라듐-베릴륨 중성자원보다 더 많은 양의 활동을 하기 때문에 효율적인 중성자원으로도 사용할 수 있다. 이 모든 활용 중 중성자원인 227Ac은 그저 붕괴 시 알파 입자를 내놓는 동위원소를 만드는 것 뿐이다. 베릴륨은 다음 화학반응과 같이 알파 입자를 포획하여 중성자를 방출한다:
{\displaystyle \mathrm {^{9}_{4}Be\ +\ _{2}^{4}He\ \longrightarrow \ _{\ 6}^{12}C\ +\ _{0}^{1}n\ +\ \gamma } }
227AcBe 중성자원은 흙에 묻어있는 수분의 양, 습도와 밀도를 측정하는 표준 장치인 중성자수분측정기에 사용할 수 있다. 이런 측정기는 검층 작업, 중성자 방사선 사진술, 중성자 단층 촬영과 다른 방사 화학적 조사에 이용되기도 한다. 225Ac는 213Bi를 생성하기 위해 재사용 가능한 발전기 안에서 약에 투입되기도 하고, 대음극 알파 입자 테라피 (TAT)에서 방사선 치료를 위해서 사용되기도 한다. 이 동위원소의 반감기는 10일이기 때문에 반감기가 46분인 213Bi에 비해 방사선 치료에 더욱 효과적이다. 게다가 225Ac 뿐만 아니라 그 붕괴 생성물은 몸의 암세포를 죽이는 알파 입자를 방출시키기도 한다. 하지만 225Ac의 활용이 어려운 점은 10년 동안의 뼈와 간에서의 축적으로 인해서 발생하는 악티늄의 정맥 주입이다. 즉, 암세포들이 225Ac로부터 방출된 알파 입자들에게서 죽은 후, 악티늄의 방사성과 붕괴 생성물이 새로운 돌연변이를 낳게 되는 것이다. 이 문제를 해결하기 위해, 225Ac은 시트르산염, 에틸렌다이아민테트라아세트산(EDTA), 다이에틸렌트라이아민펜타아세트산(DTPA)와 같은 킬레이트 물질들과 섞인다. 이것은 뼈에 악티늄이 축적되는 것을 줄였지만, 그 배출은 여전히 느렸다. 하지만, 또 다른 킬레이트 물질인 HEHA(1,4,7,10,13,16-hexaazacyclohexadecane-N,N`,N``,N```,N````,N`````-hexaacetic acid) 혹은 단일 클론인 트라스트주맙과 섞인 DOTA(1,4,7,10-tetraazacyclododecane-1,4,7,10-tetraacetic acid)를 이용했을 땐 훨씬 더 좋은 결과가 나왔다. 후자의 조합은 쥐에게 테스트되었는데, 이것은 또한 백혈병, 림프종, 유방, 난소, 신경아 세포종과 전립선암에도 좋은 것으로 밝혀졌다.

## 위험성
227Ac은 방사성이 매우 강해 그것을 이용한 실험은 특별히 제작된 실험실에서 글러브 박스를 이용한다. 삼염화악티늄이 쥐에게 정맥 주입되었을 때 약 33%의 악티늄이 뼈로, 50%가 간으로 흘러들어갔다.

## 같이 보기
- 붕괴 사슬